# Вулиця Гетьмана Мазепи (Львів)
Вулиця Ге́тьмана Мазе́пи — одна з найбільших вулиць у Шевченківському районі Львова, головна магістраль Замарстинова (кінцева частина вулиці розташована у місцевості Збоїща). Пролягає від вулиці Замарстинівської до вулиці Грінченка. Прилучаються вулиці Топольна, Інструментальна, Тичини, Пилипа Орлика, Миколайчука, Ільмова, Колоскова, Збоїща, Творча.

## Історія
Вулиця виникла на початку XX століття, у 1936 році отримала офіційну назву вулиця Мазепи, на честь гетьмана України Івана Мазепи. У роки німецької окупації Львова, з 1943 року по липень 1944 року мала назву Атаманґассе. Одразу після війни, з приходом радянської влади, вулиця у 1945 році отримала назву Топольна. У 1960—1970-х вулицю продовжили до Збоїщ та сполучили з вулицею Грінченка. У 1981 році її перейменовано на вулицю Імені міста Печ, на честь угорського міста-побратима Львова, де одну з вулиць тоді ж було названо Львівською. У сквері на початку вулиці, поблизу перехрестя з вулицею Інструментальною, у 1980-х роках встановили пам'ятний знак місту Печ, у часи незалежності на цьому місці встановили фігуру Діви Марії. У 1990 році вулиці повернули первісну назву — Гетьмана Мазепи.

## Забудова
Вулиця забудована переважно 5- і 9-поверховими житловими будинками 1970-х-1980-х років, зведеними за типовими проєктами (архітектори В. Леохновський, Я. Назаркевич, Р. Федотовська); є також чотири 14-поверхівки. Будинки № 37, 39, 41, 43 — двоповерхівки барачного типу, зведені у 1950-х роках. Парний бік вулиці, від вулиці Миколайчука до вулиці Грінченка забудований приватними малоповерховими садибами.
На початку вулиці, з непарного боку, наприкінці XIX століття був став для купання Димета. У міжвоєнний період, в 1928—1934 роках тут був зведений комплекс відпочинку і спорту із відкритими басейнами, за радянських часів перетворений на навчально-спортивну базу «Спартак», яка у 2000-х роках перетворилася на руїну. На місці колишнього спорткомплексу «Спартак» у 2017—2019 роках спорудили ТРЦ «Спартак». Квартал з парного боку вулиці, від початку до рогу з вулицею Інструментальною, займав колишній Львівський інструментальний завод.
На розі з вулицею Пилипа Орлика у середині 1980-х років звели двоповерхову будівлю (№ 11), де розташовувався спочатку ресторан, а за часів незалежності — нічний клуб «Балатон». Свою назву — на честь озера Балатон в Угорщині — ресторан отримав у період, коли вулиця мала назву угорського міста-побратима Печ. Також у цій будівлі за радянських часів була бібліотека, у XXI столітті тут працює супермаркет мережі «Сільпо». За вулицею Пилипа Орлика, на тому ж боці з початку XXI століття діє продуктовий ринок «Тополя».
Наприкінці вулиці, з парного боку у 1932—1933 роках був зведений дерев'яний римо-католицький костел Матері Божої Неустанної Помочі (№ 48). За радянських часів костел перетворився на склад і до 1990-х років був майже зруйнований. У 1998 році стару будівлю костелу було розібрано, а на її місці, за проєктом Олександра Матвіїва, розпочали будівництво нового мурованого храму. 27 червня 2015 року архієпископ Мечислав Мокшицький консекрував храм. 12 листопада 2017 року на території костелу відбулося відкриття та урочисте освячення Дому милосердя — притулку для безхатченків та потребуючих львів'ян. Цим закладом опікуватиметься Згромадження Братів Альбертинців у Львові.

### Будинки
- буд. № 1 — житловий комплекс, збудований у 2015—2016 роках будівельною компанією «Еко-дім» та складається з одного одинадцятиповерхового житлового будинку (120 квартир) з вбудованими приміщеннями комерційного призначення. Приміщення комерційного призначення займають — магазин будівельних матеріалів «Будхата», магазин-салон «Імперія вікон», магазин одягу «Галичанка», магазин «Продукти „Смаколики“», магазин-салон систем опалення «Богемія», салони-перукарні «Персона» та «Венера», відділення № 10013/0112 АТ «Ощадбанк», приватна нотаріальна контора (нотаріус Шоробура-Гірка Н. С.), стоматологія «Duodentis».
- буд. № 1а — ліцей № 81 імені П. Сагайдачного Львівської міської ради[3];
- буд. № 1б — спортивно-торгово-розважальний комплекс «Спартак», відкриття якого відбулося 15 березня 2019 року;
- буд. № 5а — дошкільний навчальний заклад № 171[5];
- буд. № 3, 5, 7, 9 — типові житлові чотирнадцятиповерхові будинки, збудовані на початку 1980-х років;
- буд. № 11 — двоповерхова нежитлова будівля, в якому містяться бібліотека-філія № 14 ЦБС для дорослих м. Львова (2-й поверх), «Сільпо», ресторан «Балатон», ЛКП «Балатон-409», відділення № 10013/0328 АТ «Ощадбанк», ВПЗ № 68 АТ «Укрпошта»[1], перукарня, аптека «Знахар» та ін.;
- буд. № 11г — шестиповерховий житловий будинок;
- буд. № 15а — НВК «Любисток» (дошкільне відділення) Шевченківський район м. Львова[6];
- буд. № 25 — поліклінічне відділення № 2 КНП «Львівська 1-а міська клінічна лікарня імені Князя Лева»;
- буд. № 26 — відділення № 10013/0326 АТ «Ощадбанк», ВПЗ № 59 АТ «Укрпошта»[1]; крамниця «Євросекондхенд», аптека;
- буд. № 27 — Галицький соціальний ярмарок;
- буд. № 29 — Львівський інститут Міжрегіональної Академії управління персоналом;
- буд. № 31 — Львівська середня загальноосвітня школа № 30[4];
- буд. № 32 — дім молитви Церкви Адвентистів Сьомого Дня «Верхня Горниця»[13];
- буд. № 46 — Костел Матері Божої Неустанної Помочі;
- буд. № 48 — Дім милосердя альбертинців[11][12].

Світлини вуличної забудови
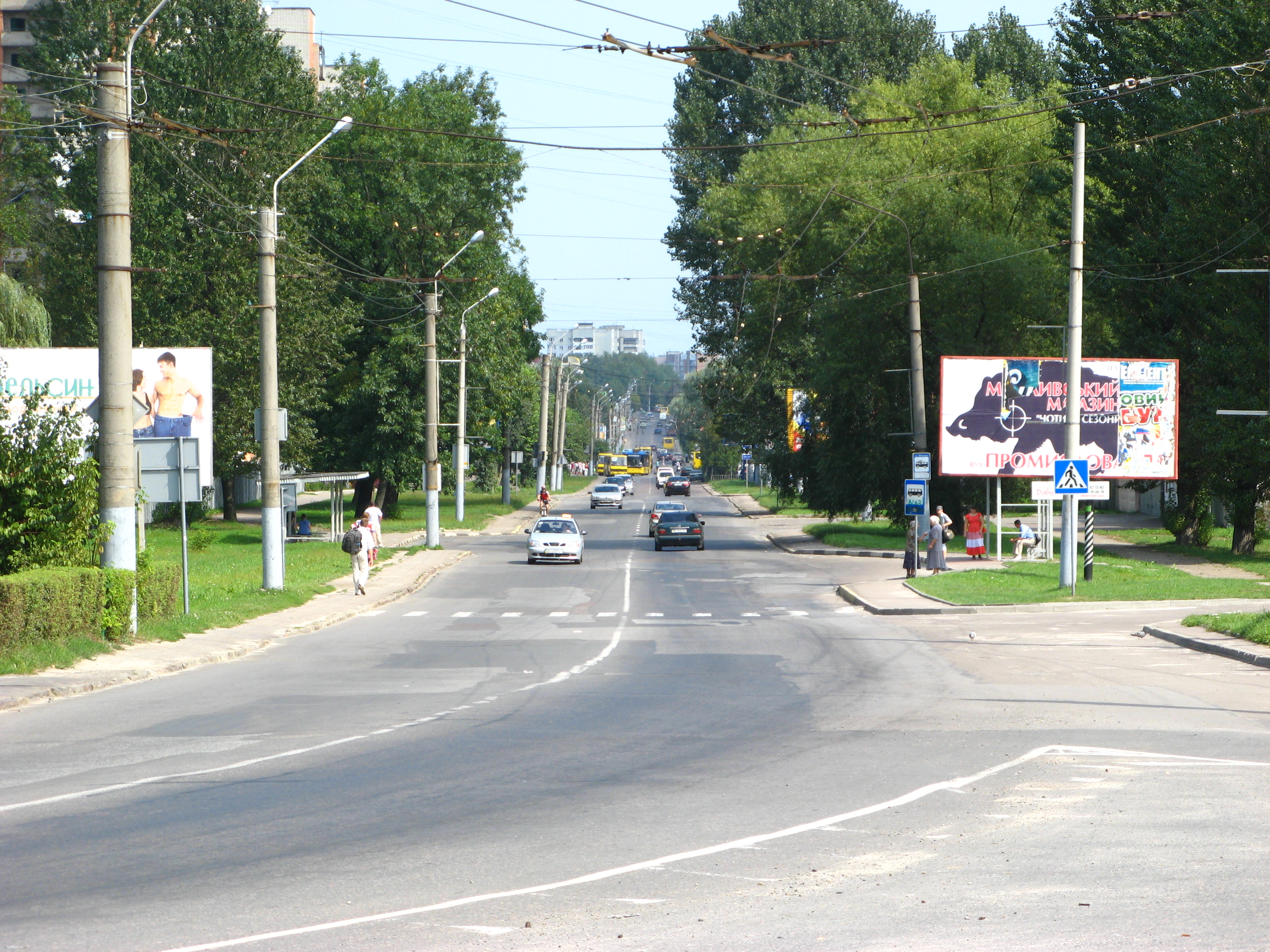
Початок вул. Мазепи
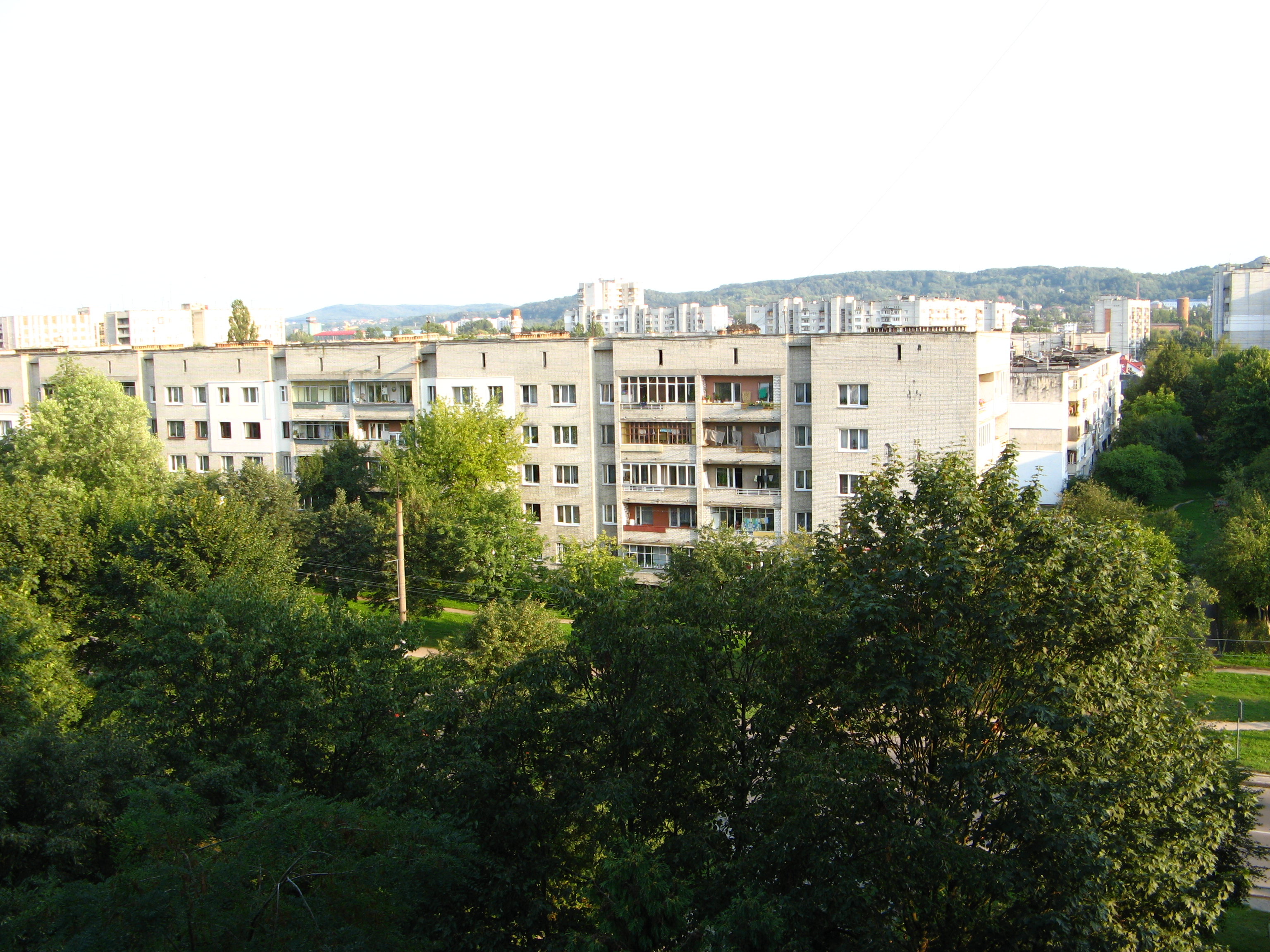
Забудова вул. Мазепи
Костел Матері Божої Неустанної Помочі